# Carl Franz van der Velde
Carl Franz van der Velde, född den 27 september 1779 i Breslau, Schlesien, död där den 6 april 1824, var en tysk romanförfattare.  
van der Velde, som var justitiekommissarie, förstod att intressera både genom lokalfärg och karaktärsteckning i sina historiska romaner, av vilka många är förlagda till Sverige eller Norge. Här bör nämnas Die Eroberung von Mexico (svensk översättning 1829), Arwed Gyllenstierna (svensk översättning 1823; 7:e upplagan 1871), Christine und ihr Hof (svensk översättning 1826, 1871) och Die Malteser ("Malteserriddaren", 1825; 3:e upplagan 1872). van der Veldes Sämmtliche Schriften utgavs i 25 band 1819–1827 (7:e upplagan i 10 band, 1862).